# Kai Nielsen

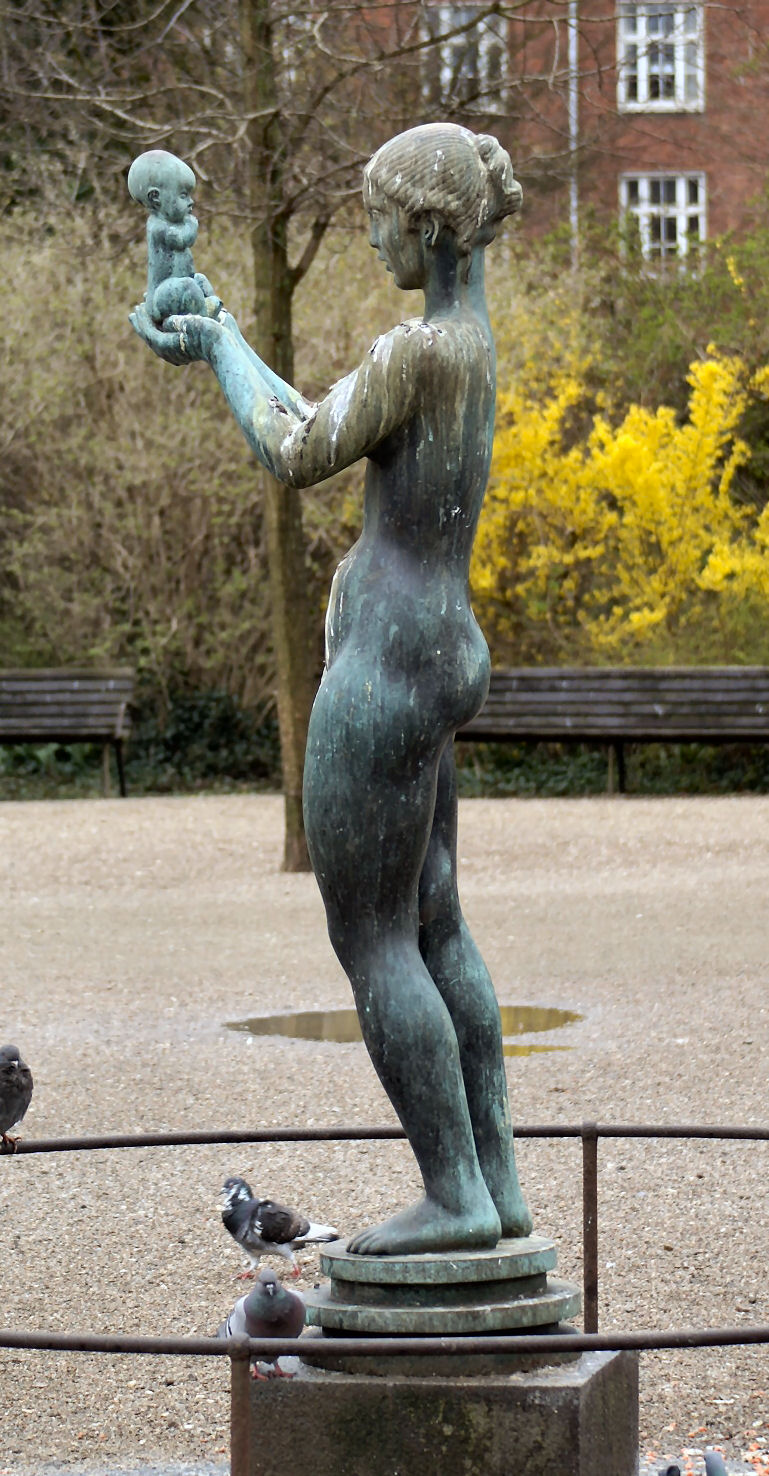
Venere con la mela
(bronzo postumo,1929)
Enghaveparken, Copenaghen

Kai Nielsen (Svendborg, 26 novembre 1882 – Frederiksberg, 2 novembre 1924) è stato uno scultore danese.

## Biografia
Figlio di Christian, orologiaio, e di Ane Marie, a 15 anni comincia a dedicarsi alla pittura di paesaggio e al ritratto, studiando anche nella Scuola Tecnica della sua città dove impara a scolpire con Edvard Eriksen. 
Nel 1901 si trasferisce a Copenaghen studiando all'Accademia con Aarsleff e nella Scuola di Arti Decorative diretta da J. Skovgaard. 
Si dedica definitivamente alla scultura, ottenendo un largo successo con le sue opere  nelle quali si nota il forte influsso della scultura francese a lui contemporanea, in particolare di Rodin e di Meunier. 
Muore prematuramente nel 1924, in un sobborgo di Copenaghen.